# Malio (Isola)
Malio (in sloveno Malija) è un insediamento (naselje) nella municipalità di Isola nella regione statistica del Litorale-Carso in Slovenia.
La chiesa del paese è dedicata all'Ordine della Beata Vergine del Monte Carmelo.